# Coronadillo hamiltoni
Coronadillo hamiltoni är en kräftdjursart som först beskrevs av Charles Chilton 1901.  Coronadillo hamiltoni ingår i släktet Coronadillo och familjen Armadillidae. Inga underarter finns listade i Catalogue of Life.